# Кончевский, Аркадий Карлович
Аркадий Карлович Кончевский (22 июля 1883, Тираспольский уезд, Херсонская губерния — 1969) — русский и советский певец, лирический баритон, писатель, музыковед, этнограф и педагог.

## Биография
Родился 22 июля 1883 года в семье служащего в Тираспольском уезде Херсонской губернии. Окончил Киевский политехнический институт, получив диплом агронома.
Пению обучался в Московской консерватории в классе Умберто Мазетти. Занимался также на курсах у Н. Н. Званцева. Вокальные партии: Веденецкий гость, Грязной, Мизгирь («Снегурочка»), Онегин, Елецкий; Фигаро («Севильский цирюльник» Дж. Россини), Валентин, Жермон, Риголетто, Тонио.
После с 1917 года первым стал систематически собирать, записывать и исследовать в Крыму материал по песенному народному творчеству крымских татар, караимов, крымчаков и других народностей Крыма. В 1923 году на студии Госпросснаб НКП в Москве записал пластинку № 1025 с турецкими, татарскими и еврейскими песнями в собственном исполнении. В 1925 году Музыкальный сектор Госиздата выпустил сборники Кончевского: «Песни Крыма» и «Песни Востока», вышедшие как труды Государственного инстититута музыкальных наук, научным сотрудником которого Кончевский состоял. А. Кончевский как-то справедливо заметил, что народных певцов Крыма, хранителей и носителей старой песни, народных музыкантов [уже к 1920 годам] осталось крайне мало: «Умрут они и унесут с собой навсегда и остатки материалов по народному творчеству, которые служили бы ценным вкладом в общемировую культуру». Работа А. Кончевского, на тему «История Крыма по его песням», была премирована научным отделом Главнауки.
После перезда из Москвы с апреля 1931 по август 1935 года работал доцентом Государственного педагогического института в Фергане. За преобразование собора в Фергане в краеведческий музей в 1933 году Кончевский был награжден почетной грамотой от Союза безбожников .
С сентября 1935 по июль 1937 года Кончевский работал педагогом пения и заведующим учебной частью Музыкального техникума в Ашхабаде,  Туркменская ССР. За педагогическую работу с учащимися-туркменами Кончевский в 1936 году получил почетную грамоту. С сентября 1937 по июль 1938 года Кончевский работал педагогом пения и заведующим учебной частью Музыкального училища в Ленинабаде, Таджикская ССР.  C августа 1938 по август 1944 года Кончевский был педагогом пения и заведующим вокальным отделением Музыкального училища в Саратове.
В 1939 году Кончевский вступил в Союз художников. В Саратовском государственном художественном музее представлена его картина «Дворик слепых в Коканде».
Умер в 1969 году.